# Echinolittorina biangulata
Echinolittorina biangulata is een slakkensoort uit de familie van de Littorinidae. De soort is voor het eerst wetenschappelijk beschreven in 1897 door Carl Eduard von Martens, onder de naam Littorina biangulata. Hij vond de soort tijdens een expeditie in de Indische Archipel aan de westkust van Sumatra in Benkulen.